# Gesamtprogramm Sprache
Das Gesamtprogramm Sprache (GPS) ist ein Programm der deutschen Bundesregierung. Zusammen mit dem Programm KompAS (Kompetenzfeststellung, frühzeitige Aktivierung und Spracherwerb) dient das GPS der Förderung der deutschen Sprache. Das GPS fasst die Integrationskurse und die berufsbezogene Deutschsprachförderung nach § 45a AufenthG zusammen.
Das GPS und umfasst drei Phasen:
- Erste Phase: Alltagssprache und Orientierung (Sprachniveau-Stufen A1/A2/B1 des Gemeinsamen Europäischen Referenzrahmens GeR),
- Zweite Phase: Berufssprache und Qualifizierung (Sprachniveau-Stufen B2/C1/C2 des GeR),
- Dritte Phase: „Dauerhaft ankommen in der Arbeitswelt“.

Die Rahmenbedingungen für die zweite Phase sind durch die seit dem 1. Juli 2016 geltende Deutschsprachförderverordnung (DeuFöV) definiert. Sie regelt insbesondere die berufsbezogene Deutschsprachförderung im Hinblick auf die Integration in den Arbeitsmarkt.
Die dritte Phase beinhaltet berufsbezogene Sprach- und Weiterqualifizierungsmodule zur kontinuierlichen Vorbereitung auf den Arbeitsmarkt.
Für die allgemeine Sprachförderung (bis Sprachniveau-Stufe B1) ist das BMI zuständig, für die Förderung der berufsbezogenen Deutschsprachförderung das BMAS. Die Koordination und Durchführung liegt für beide Formen der Sprachförderung beim BAMF.

## Berufsbezogene Deutschsprachförderung
Die Zielgruppen der berufsbezogene Deutschsprachförderung werden durch das BMAS folgendermaßen beschrieben: „Ausländerinnen und Ausländer einschließlich EU-Bürgerinnen und EU-Bürger sowie deutsche Staatsangehörige mit Migrationshintergrund können eine Teilnahmeberechtigung für die berufsbezogene Deutschsprachförderung erhalten. Zielgruppe sind insbesondere Empfängerinnen und Empfänger von Leistungen nach dem Zweiten Buch Sozialgesetzbuch, aber auch Arbeit- und Ausbildungssuchende, Personen im Berufsanerkennungsverfahren sowie Auszubildende. Der Spracherwerb ist auch für diejenigen, die Kinder zu betreuen haben, oftmals Frauen, von großer Bedeutung. Aus diesem Grund sieht die Verordnung hier entsprechende Unterstützungsmöglichkeiten vor.“
Ein Modul (z. B. von B1 auf B2 des GER) umfasst 400 Unterrichtseinheiten.
Die durch den Europäischen Sozialfonds (ESF) geförderten ESF-BAMF Kurse sind 2017 ausgelaufen. An ihre Stelle ist ein auf Basis der Deutschsprachförderverordnung – DeuFöV aus Bundesmitteln gefördertes Programm getreten, das auf den Integrationskursen aufbaut.